# Icterus graceannae
Az Icterus graceannae a madarak osztályának verébalakúak (Passeriformes) rendjébe, azon belül a csirögefélék (Icteridae) családjába tartozó faj.

## Rendszerezése
A fajt John Cassin amerikai ornitológus írta le 1867-ben, Icterus Grace-Annæ néven.

## Előfordulása
Dél-Amerika északnyugati részén, Ecuador és Peru területén honos. Természetes élőhelyei a szubtrópusi és trópusi lombhullató erdők és cserjések. Állandó, nem vonuló faj.

## Megjelenése
Testhossza 19–20 centiméter, az átlagos testtömege a hímnek 45,9 gramm, a tojóé 37,1 gramm.

## Életmódja
Ízeltlábúakkal táplálkozik, de gyümölcsöt és nektárt is fogyaszt.

## Természetvédelmi helyzete
Az elterjedési területe nagyon nagy, egyedszáma pedig stabil. A Természetvédelmi Világszövetség Vörös listáján nem fenyegetett fajként szerepel.